# Isaac de Larrey
Pour les articles homonymes, voir Larrey.
Isaac de Larrey, sieur de Grandchamp et de Courménil, né, suivant quelques biographes, à Lintot le 7 septembre 1638  et, suivant le plus grand nombre, à Montivilliers le 25 janvier 1639, mort le 17 mars 1719 à Berlin, est un historien français.

## Biographie
De parents calvinistes, Larrey exerça pendant quelque temps avec succès la profession d’avocat, avant de s’exiler, pour exercer librement ses croyances religieuses, après la révocation de l’édit de Nantes, en 1685, aux Provinces-Unies, où ses travaux historiques lui ont valu le titre d’historiographe des États Généraux. Peu de temps après, l’électeur de Brandebourg, en lui offrant le titre de conseiller aulique et d’ambassade, l’attira à Berlin, où il est mort.
Doué d’une mémoire excellente, à laquelle il se fiait trop, il ne faisait pas d’extraits de ses lectures ; de là les inexactitudes qui émaillent quelques-uns de ses écrits. Son Histoire d’Angleterre, Rotterdam, 4 vol. in f°., 1707-1715, a été, à sa parution, la plus complète en français sur l’Histoire d’Angleterre.

## Publications
- Histoire d’Auguste : contenant les plus particuliers evénements de sa vie avec l’idée générale de son siècle et le plan de sa politique et de son gouvernement, Berlin, Ulrich Liebpert, 1689, in-12.
- L’Héritière de Guyenne, ou Histoire d’Eléonore, Rotterdam, R. Leers, 1691.
- Histoire d’Angleterre, d’Écosse et d’Irlande, Rotterdam, R. Leers, 1707-1712, 4 vol. in-f°.
- Histoire des Sept sages de la Grèce , Rotterdam, Fritsch et Böhm, 1714.La première partie contient le Banquet, et ce qui s’y passa à la table et à la Cour de Périandre, Tyran, ou Roi de Corinthe. Il y est question de Babylone, de Carthage, de Ceylan, de Chypre, de l’Égypte et du Nil, de l’Éthiopie, de Marseille, etc.
- Geschiedenis van Engelandt, Schottlandt en Ierlandt … : met afbeeld. en landkaarten versiert, Amsterdam, Coven & Mortier, 1728.
- Histoire de France sous le règne de Louis XIV, 9 vol. in-12, ou 3 vol. in-4°, Rotterdam, Michel Bohm & Compagnie, 1718-1722 ; 2e éd. 1721-1733.